# Kashmor
Kashmor es una localidad de Pakistán, en la provincia de Sindh.

## Demografía
Según estimación 2010 contaba con 28907 habitantes.